# Espeletia
Есплеція або есплетія (Espeletia, місцева назва ісп. frailejón або fraylejón) — рід вічнозелених кущів і напівкущів родини айстрових (Asteraceae). Рід є ендеміком Північних Анд, зокрема Колумбії, Венесуели і Еквадору, та був вперше описаний ботаніком Александером фон Гумбольдтом в 1801 році. Він був названий на ім'я віце-короля Нової Гранади Хосе Мануеля де Есплета. Всього рід містить близько 88 видів, переважно колумбійських.
Ці рослини ростуть на великих висотах в межах екосистеми парамо. Рослини мають товсте стебло, сукулентне волосате листя, розташовано спірально. Змертвіле листя утримується на рослині, що допомагає захищатися від холоду. Квітки зазвичай жовті, подібні до айстр. Всі види зараз знаходяться під загрозою у зв'язку зі знищенням парамо для сільськогосподарських потреб, особливо вирощування картоплі. Ця активність продовжується, незважаючи на офіційну заборону з боку колумбійського уряду.